# Dale W. Jorgenson
Dale Weldeau Jorgenson (Bozeman, 7 de mayo de 1933-Cambridge, 8 de junio de 2022) fue un economista y profesor estadounidense de la cátedra Samuel W. Morris de la Universidad de Harvard, en el Departamento de Economía y desempeñó el puesto de presidente del Departamento de Economía de 1994 a 1997. También enseñó en la Escuela Harvard Kennedy. 

## Trayectoria
Fue honrado con la membresía en la American Philosophical Society (1998), la Real Academia de las Ciencias de Suecia (1989), la Academia Nacional de Ciencias (Estados Unidos) (1978), y la Academia Estadounidense de las Artes y las Ciencias (1969). Fue elegido miembro de la Asociación Estadounidense para el Avance de la Ciencia (1982), la American Statistical Association (1965), y de la Sociedad Econométrica (1964). Recibió doctorados honoris causa por la Facultad de Ciencias Sociales de la Universidad de Upsala, (1991), la Universidad de Oslo (1991), la Universidad de Keiō (2003), la Universidad de Mannheim (2004), la Universidad de Roma La Sapienza (2006), la Escuela de Economía de Estocolmo (2007), de la Universidad China de Hong Kong (2007), y la Universidad de Kansai (2009).
Fue presidente de la Asociación Estadounidense de Economía en 2000 y fue nombrado miembro distinguido de la Asociación en 2001. Fue miembro fĴundador de la Junta en la Ciencia, la Tecnología y la Política Económica de la Fundación Nacional de Ciencias desde 1991 y se desempeñó como presidente de la Junta de 1998 a 2006. También se desempeñó como Presidente de la Sección 54, Ciencias Económicas de la Academia Nacional de Ciencias (Estados Unidos) de 2000 a 2003 y fue presidente de la Econometric Society en 1987. Fue vicepresidente de la Sociedad para la Medición Económica (SEM).
Recibió la prestigiosa Medalla John Bates Clark de la Asociación Estadounidense de Economía en 1971. Esta medalla se otorga cada dos años a un economista de menos de cuarenta años para la excelencia en la investigación económica. En la cita para este premio, se lee en parte: «Dale Jorgenson ha dejado su marca con gran distinción en la pura teoría económica (con, por ejemplo, su trabajo en el crecimiento de una economía dual); e igualmente en el método estadístico (con, por ejemplo, el desarrollo de métodos de estimación racional, distribuidos). Pero es por excelencia un maestro del territorio entre la economía y la estadística, en donde ambos tienen que ser aplicadas para el estudio de problemas concretos. Su prolongada exploración de los determinantes del gasto de inversión, cualquiera que sean sus últimas lecciones, sin duda han de permanecer mucho tiempo como uno de los mejores ejemplos en el matrimonio de la teoría y la práctica en la economía.»
Fue también un defensor de un impuesto sobre el carbono en las emisiones de gases de efecto invernadero como un medio de reducir el calentamiento global cuando testificó ante el Congreso en 1997. Su investigación también fue utilizada para abogar por la FairTax, una reforma tributaria propuesta en los Estados Unidos para reemplazar todas las nóminas y los impuestos sobre la renta corporativa y personal. También apoyó un plan de impuestos de su propio diseño, que llamó Impuestos sobre la Renta Eficientes, descrito en su libro, Inversión, Vol. 3: Elevación de la Carga: la Reforma Fiscal, el Costo de Capital y el Crecimiento Económico de EE.UU.. El enfoque quiere introducir diferentes tasas de impuestos a la propiedad-por tipo de ingresos, y los ingresos del trabajo.

## Investigación
El artículo escrito en 1963, la "Teoría del Capital y el Comportamiento de la Inversión", presentó todas las características importantes del costo de capital empleadas en la literatura posterior. Sus principales innovaciones fueron la derivación de la demanda de inversión a partir de un modelo de capital como factor de producción, la incorporación del tratamiento fiscal de los ingresos de capital en el precio de la entrada de capital, y la elaboración de modelos econométricos de gestación a los retrasos en el proceso de inversión. En 1971 publicó la investigación empírica sobre la inversión en el Journal of Economic Literature. En el mismo año fue galardonado con la Medalla John Bates Clark de la Asociación Estadounidense de Economía por sus investigaciones sobre el comportamiento de la inversión. En 2011 este artículo fue elegido como uno de los 20 Mejores artículos publicados en los primeros 100 años de la American Economic Review.

### El papel predominante de la inversión
En 2005 rastreó el resurgimiento del crecimiento estadounidense debido a sus fuentes en industrias individuales en su libro, Tecnología de la Información y el Resurgimiento del Crecimiento Americano, coescrito con Mun S. Ho y Kevin J. Stiroh. Este libro utilizó el marco originado por Jorgenson, Frank M. Gollop y Barbara M. Fraumeni, pero añadió información detallada sobre las inversiones en equipos y software de tecnología de la información. Jorgenson y sus coautores demostraron que el crecimiento de los insumos, debido a las inversiones en capital humano y no humano, fue la fuente de más del 80 por ciento del crecimiento económico de Estados Unidos durante el último medio siglo, mientras que el crecimiento en la productividad total de los factores representó solo 20 por ciento. Jorgenson y Khuong Vu (2005) establecieron resultados similares para la economía mundial.

### Arquitectura nueva para las cuentas nacionales
Jorgenson y Steven Landefeld, director de la Agencia Estadounidense de Análisis Económico, han propuesto un sistema nuevo de cuentas nacionales que incorpora el coste de capital para todas las entradas, incluyendo equipamiento de tecnología de la información y software. El sistema está presentado en el libro con William Nordhaus, publicado en 2006. En marzo de 2007 el sistema Jorgenson de coste de capital fue recomendado por la Comisión Estadística para incorporación al Sistema de Cuentas Nacionales de 2008 de las Naciones Unidas. Paul Schreyer (2009) ha publicado un Manual OECD, titulado Midiendo Capital, para servir como guía de practicantes. La “arquitectura nueva” fue aprobada por el Comité Consultivo de Innovación en el siglo XXI para la Secretaría de Comercio en 2008. Jorgenson en 2009 presentó una versión actualizada de la “arquitectura nueva” en Richard y Nancy Ruggles, Conferencia Conmemorativa a la Asociación Internacional para la investigación en Ingresos y Riqueza.
La Iniciativa Mundial KLEMS se estableció en la Universidad de Harvard del 19 al 20 de agosto de 2010. En última instancia, incluyó cuentas de producción a nivel de la industria, incorporando capital (K), mano de obra (L), energía (E), materiales (M) y servicios S), para más de cuarenta países. Las cuentas para 25 o los 27 miembros de la Unión Europea, reunidos por 18 equipos de investigación basados en la UE, se completaron el 30 de junio de 2008 y fueron presentadas por Marcel P. Timmer, Robert Inklaar, Mary O'Mahony y Bart van Ark (2010). Este estudio de referencia también proporcionó cuentas de nivel de industria para Australia, Canadá, Japón y Corea, así como los Estados Unidos, basado en la metodología de Jorgenson, Ho y Stiroh (2005). Estas cuentas de producción a nivel de la industria están ahora incluidas en las cuentas nacionales oficiales de Australia, Canadá y cinco países europeos. La iniciativa KLEMS Mundial extenderá estos esfuerzos a importantes economías emergentes y en transición, como Argentina, Brasil, Chile, China, India, Indonesia, México, Rusia, Turquía y Taiwán.

### Medición del bienestar
En 1990 presentó los métodos econométricos para la medición del bienestar en su discurso presidencial a la Sociedad Econométrica. Estos métodos han generado un nuevo enfoque de la medición del costo de vida y nuevas medidas del nivel de vida, la desigualdad y la pobreza. Esto ha requerido dispensar medidas ordinales del bienestar individual que no son comparables entre individuos, como argumentó persuasivamente Amartya Sen en 1977. Jorgenson y Daniel T. Slesnick han cumplido este requisito sustituyendo las medidas cardinales del bienestar individual que son completamente comparables entre individuos. En 1989 Arthur Lewbel mostró cómo las escalas de equivalencia de los hogares propuestas por Jorgenson y Slesnick pueden ser usadas para este propósito.

### Evaluación de políticas alternativas
En 1993 Jorgenson y Peter J. Wilcoxen publicaro una evaluación de aspectos de energía, medioambientales, de comercio, y políticas de impuestos, basados en modelos econométricos de equilibrio general de Jorgenson desarrollados con Ho y Wilcoxen. El concepto de un sistema de precio atemporal proporciona el marco de unificación. Este sistema equilibra suministros y demandas actuales para productos y factores de producción. Los precios están enlazados a los valores presentes de servicios y a los capitales futuros a través del equilibrio de expectativas racionales. La dinámica de crecimiento económico está capturada a través de conexiones entre servicios de capitales, stocks de capitales, e inversiones pasadas. Las políticas alternativas están comparadas en plazos del impacto de cambios en política en el bienestar individual y social. Esta aproximación fue incorporada a las directrices oficiales para preparar análisis económicos por la Agencia de Protección Medioambiental de EE. UU. en 2000.